# Ljusnan
Ljusnan est un fleuve du centre de la Suède.

## Géographie
Ljungan prend sa source dans les montagnes de la province de Härjedalen, se dirige vers l'est dans la province de Hälsingland pour se jeter dans la mer Baltique près de Hudiksvall. Il traverse les villes de Sveg et de Ljusdal.

## Hydrologie

### Principaux affluents
- Voxnan

## Activités
- Dix-huit barrages sont construits sur Ljusnan, permettant de produire 4,5 TWh (2001).
- Le fleuve est utilisé pour transporter du bois. Voir flottage du bois.

## Sources
- (sv) Données sur la longueur des fleuves de Suède
- (sv) Données sur le débit des fleuves de Suède